# Hyperplan
 (avril 2011).
Si vous disposez d'ouvrages ou d'articles de référence ou si vous connaissez des sites web de qualité traitant du thème abordé ici, merci de compléter l'article en donnant les références utiles à sa vérifiabilité et en les liant à la section « Notes et références ».
En mathématiques et plus particulièrement en algèbre linéaire et géométrie, les hyperplans d'un espace vectoriel E de dimension quelconque sont la généralisation des plans vectoriels d'un espace de dimension 3 : ce sont les sous-espaces vectoriels de codimension 1 dans E. Si E est de dimension finie n non nulle, ses hyperplans sont donc ses sous-espaces de dimension n – 1 : par exemple l'espace nul dans une droite vectorielle, une droite vectorielle dans un plan vectoriel, etc.

## Caractérisation
Soient E un espace vectoriel et H un sous-espace. Les propositions suivantes sont équivalentes :
1. H est un hyperplan de E ;
2. il existe dans E une droite vectorielle supplémentaire de H ;
3. H ≠ E et toute droite vectorielle de E engendrée par un vecteur n'appartenant pas à H est un supplémentaire de H ;
4. H est le noyau d'une forme linéaire non nulle ;
5. H est défini par une équation linéaire homogène non triviale.

## Exemples
- Dans le K-espace vectoriel des matrices carrées d'ordre n à coefficients dans un corps K, l'ensemble des matrices de trace nulle est un hyperplan.
- Dans le K-espace vectoriel K[X] des polynômes à une indéterminée, l'ensemble des polynômes divisibles par X est un hyperplan, car c'est le noyau de la forme linéaire P ↦ P(0).

## Représentation des sous-espaces
Pour tout entier naturel q et dans tout espace vectoriel (de dimension finie ou infinie), les sous-espaces de codimension q sont exactement les intersections de q hyperplans « indépendants ».

## Hyperplans affines
Soit E un espace affine de direction V. Les sous-espaces affines de E dont la direction est un hyperplan (vectoriel) de V sont appelés les hyperplans (affines) de E.
Étant donné un hyperplan H de V, une partie F de E est donc un hyperplan de direction H si et seulement s'il existe un point A tel que{\displaystyle H=\{{\overrightarrow {AM}}\mid M\in F\}.}
Un tel point A appartient alors nécessairement à F, et tout autre point de F vérifie la même propriété.